# Scaptomyza remota
Scaptomyza remota är en tvåvingeart som först beskrevs av Walker 1849.  Scaptomyza remota ingår i släktet Scaptomyza och familjen daggflugor. Inga underarter finns listade i Catalogue of Life.